# 1036

## Nașteri
- Fujiwara no Hiroko, împărăteasă japoneză (d. 1127)

## Decese
- dată necunoscută: Abu Nasr Mansur  (n. 960)
- dată necunoscută: Sergiu al IV-lea de Neapole  (n. ?)
- 25 august: Pilgrim de Köln preot german (n. ?)
- ianuarie: Emilia de Gaeta  (n. ?)